# Gauntlet Legends
Gauntlet Legends és una màquina recreativa fabricada el 1998 per Atari Games. És un joc de masmorres de fantasia amb hack and slash, una seqüela del popular joc de 1985 Gauntlet i el Gauntlet II de 1986 i marca el joc final de la sèrie produïda per Atari Games. Les seves característiques inusuals per a un joc d'arcade s'inclouen contrasenyes i personatges que es podrien guardar, permetent als jugadors jugar al llarg d'un llarg període.
Es va realitzar una seqüela del joc Gauntlet Dark Legacy, que presentava nous personatges i nivells per jugar.

## Jugabilitat i argument
En èpoques passades, un mag corrupte anomenat Garm utilitzava un conjunt de pedres rúniques per convocar un dimoni anomenat Skorne. No obstant això, Skorne va aixafar a Garm i va empresonar la seva ànima a l'infern. Skorne, tement per la potència de les runes, els va escampar a través dels quatre regnes, de manera que mai no podrien ser usats contra ell. El (s) jugador (s) ha de derrotar els caps finals de cadascun dels quatre regnes per obtenir les quatre claus que permeten accedir al temple profanat i poder desterrar a Skorne al submón. Durant el viatge a través de cada regne, també han de recollir les tretze pedres runes des d'on s'han dispersat. El conjunt complet de Runestones li permet a ell / ella perseguir a Skorne al Underworld per finalment destruir-lo. Els jugadors han de trobar tres runes en cada regne per derrotar a Skorne al Underworld (només a les arcades) i, per descomptat, a un dels camps de batalla (només a casa). La versió arcade inicial tenia un concurs pel qual els primers 500 jugadors que completaven el joc i enviaven el codi de validació subministrat guanyarien una samarreta "Gauntlet Legends" gratuïta. Aquest joc no acabarà si el jugador no té més salut.
Un aspecte nou de la saga Gauntlet està establert al Legends: la capacitat de pujar de nivell del personatge del jugador a mesura que es juga el joc, augmentant les seves habilitats d'experiència guanyats per eliminar enemics i adquirir tresors, similar als mètodes de progressió de personatges en molts jocs de rol. Els quatre atributs principals són:
- Strength - (força) Determina els danys tractats per atacs físics.
- Speed - (velocitat) Determina el moviment i les taxes d'atac dels personatges.
- Armor - (armadura) Determina els danys que pren el personatge dels atacs enemics.
- Magic - (màgia) Determina l'abast i l'eficàcia dels atacs de pocions màgiques

Els atributs augmenten amb cada nivell assolit; els augments també es poden comprar al menú "Items" amb or adquirit en el joc.
Els personatges fantàstics del Gauntlet original tornen al Legends; com abans, cadascun té una capacitat inicial superior en un sol atribut que els seus companys.
- Warrior/Minotaur (Guerrer / Minotaure) - Strength
- Wizard/Jackal/Sumner (Mag / Xacal / Sumner) - Magic
- Archer/Tigress (Arquera / Tigressa) - Speed
- Valkyrie/Falconess (Valquiria / Falconessa) - Armor

La progressió del personatge es desa mitjançant un sistema de contrasenyes; un jugador pot progressar amb els quatre personatges fins a un nivell màxim de 99 i cadascun dels seus atributs fins a un màxim de 999.

## Versions
El primer port de consola domèstica de Gauntlet Legends va ser alliberat per la Nintendo 64 el 31 d'agost de 1999 a l'Amèrica del Nord. Aquest port va tenir un llançament europeu a finals d'any i va ser a la plataforma exclusiva per al llançament del japonès l'any següent. Té suport màxim de quatre jugadors mitjançant l'ús del Expansion Pak, o fins a tres quan s'utilitza el Jumper Pak estàndard. Es necessita un Controller Pak per guardar el progrés del joc i és compatible amb el Rumble Pak.
El port de PlayStation va ser llançat el 2000 per a l'Amèrica del Nord i Europa. A diferència de les altres versions, aquest llançament només admet un o dos jugadors, ja que s'omet el suport multitap.
El port de Dreamcast també es va llançar al 2000 per a l'Amèrica del Nord i Europa. Incorporava gran part de les funcions de Gauntlet Dark Legacy.

## Rebuda
Gauntlet Legends ha rebut comentaris mitjans a tots els ports i publicacions. D'acord amb GameRankings, Gauntlet Legends va rebre un 73.55% per a la versió de Dreamcast, un 71,13% per a la versió N64, i un 60,44% per a la versió de PlayStation; per a la mateixa versió, Metacritic només li va donar una puntuació de 59 sobre 100. 